# 확인 (드라마)
《확인》은 1981년 4월 25일에 방영된 TV문학관이다.

## 출연
- 유지인
- 주현
- 노주현
- 최정훈
- 반효정
- 김난영
- 황정아
- 박혜숙
- 허옥숙
- 이종만
- 김봉근
- 오중훈
- 김진애
- 정재순
- 서상익
- 조재훈
- 임병기
- 박해상
- 임영식
- 채수영
- 박양례
- 김희진
- 김채연
- 조태숙
- 이두섭
- 이성호
- 배덕순
- 김효진